# Les Concerts de Radio France
Les Concerts de Radio France présentent quelque 200 concerts par an, dont 70 œuvres données en création, diffusés dans des salles parisiennes prestigieuses (Philharmonie de Paris, salle Pleyel, théâtre du Chatelet, théâtre des Champs-Élysées), ainsi que lors de tournées ailleurs en France et à l'étranger.

## Formations des Concerts de Radio France
Les Concerts de Radio France sont notamment donnés par quatre formations de renommée internationale totalisant 368 musiciens :
- l’Orchestre national de France (le « national »), dont le directeur musical est Cristian Măcelaru, en résidence au nouvel auditorium de la Maison de la Radio et de la Musique au même titre que l'Orchestre philharmonique ;
- l'Orchestre philharmonique de Radio France (le « philar' »), dont le directeur musical est Mikko Franck, en résidence à l'auditorium de la Maison de la radio ;
- le Chœur de Radio France, dont le directeur musical est Lionel Sow ;
- la Maîtrise de Radio France, dont la directrice musicale est Sofi Jeannin.

Les Concerts de Radio France font également appel à des solistes ou à des formations spécifiques pour les récitals et les programmes de musique de chambre, de musique ancienne et baroque, de musique traditionnelle.

## Les festivals des concerts de Radio France
Deux festivals complètent les activités musicales régulières de Radio France :
- Festival de Radio France et Montpellier Languedoc-Roussillon

Chaque l'été, le Festival de Radio France et Montpellier présente une centaine de concerts de musique dite classique, mais aussi de jazz et de musique électronique, qui attirent plus de 60 000 spectateurs chaque année.
- Festival Présences

C’est le festival de Radio France tout entier consacré à la musique de notre temps et à la création. Depuis sa création en 1991, c’est en tout près de huit cents créations (dont deux tiers de créations mondiales) qu'a proposées Présences, plus de 300 partitions ayant fait l'objet d'une commande de Radio France. Avec pour chaque édition du festival, un nombre de spectateurs oscillant entre 10 000 et 17 000.

## Missions
Une des priorités de Radio France est de permettre au plus grand nombre d’avoir accès à la musique. Pour satisfaire cette exigence, Radio France organise toute une série d’activités et de concerts pour le jeune public, produit chaque année près de 150 concerts gratuits, et développe une politique tarifaire largement favorable notamment aux adolescents et aux jeunes adultes.

### Activités pédagogiques dites «jeune public»
Chacune des quatre formations permanentes de Radio France s'adresse en tout à plus de 25 000 enfants et adolescents.

#### Avec l'Orchestre national de France
- Ateliers musicaux destinés aux maternelles, qui permettent aux petits de découvrir le rythme et le geste.
- Aux classes de lycéens et de collégiens, l’orchestre donne accès aux répétitions. Il leur propose aussi des ateliers de découverte et d’improvisation ayant pour but de comprendre de l’intérieur, sur le mode du jeu, le fonctionnement d’une partition.
- Il organise par ailleurs des concerts au Petit Palais pour les 6-8 ans et les 9-11 ans, en lien avec les expositions présentées dans ce musée.
- Plus ambitieuses, les tournées pédagogiques pour les classes à horaire aménagé qui permettent de suivre l’orchestre en tournée.
- Enfin, grâce à un partenariat signé en 2005, les élèves de l’école supérieure des arts et des industries graphiques ont brossé le portrait de chaque membre de l’orchestre. Ces dessins ou photographies ont déjà fait l’objet d’expositions à Radio France et au Théâtre des Champs Élysées, mais aussi au Concertgebouw d’Amsterdam, au Boston Symphony Hall, etc.

#### Avec l'Orchestre philharmonique de Radio France
- imagine des concerts pédagogiques qui accueillent chaque saison environ 20 000 enfants et adolescents.

Ces concerts sont donnés dans le cadre scolaire ou destinés à être écoutés en famille, et prennent deux formes différentes : « Les clefs de l’Orchestre » et « si l'Orchestre m'était conté ».
1. les « clefs de l'Orchestre » = le compositeur et improvisateur Jean-François Zygel lève le voile sur la manière dont est composée une œuvre musicale.
2. « si l'Orchestre m'était conté » = une histoire imaginée par une conteuse permet une approche de la musique par la narration

- Par ailleurs, l’Orchestre philharmonique organise des ateliers de création et pratique musicale (soit pour les classes, soit pour les familles) qui, avec le concours du pédagogue Mark Withers, permettent aux enfants et aux adolescents de recréer des formes musicales à partir des notions de rythme, tempo, etc. Ces ateliers sont au nombre de 15 environ par an.

#### Avec leChœur de Radio France
Il a inauguré la saison dernière une collaboration avec des lycées professionnels et des lycées de métier, qui vise à proposer aux élèves d’exercer leur savoir-faire en lien avec une œuvre interprétée par le Chœur.
Il ouvre ses répétitions aux élèves et met également certains de ses chanteurs à disposition des Lycées désireux de créer une chorale.
La Maîtrise de Radio France est en soi, depuis 1946, une structure de formation au chant choral.

### Concerts gratuits
Les Concerts de Radio France proposent chaque année plus de 150 concerts gratuits :
- Série « Jazz sur le vif »

Les concerts de Jazz proposés par Xavier Prévost ont lieu le samedi, deux fois par mois à 17h30, au studio Charles Trênet de la Maison de Radio France.
- Série « d’une Rive à l’autre »

Ces concerts, proposés par Arièle Butaux permettent à des musiciens d’horizons différents de présenter des projets musicaux audacieux. Les jeudis à 12h30 au Petit Palais.
- Série « musique de chambre »

C'est une série de concerts proposée par les musiciens des orchestres de Radio France, à la salle Olivier Messiaen, Maison de Radio France.
- Série « jeunes interprètes »

Chaque semaine, les talents de demain offrent un concert gratuit au studio 106 de la Maison de Radio France, salle Sacha Guitry.